# Robert Coyne

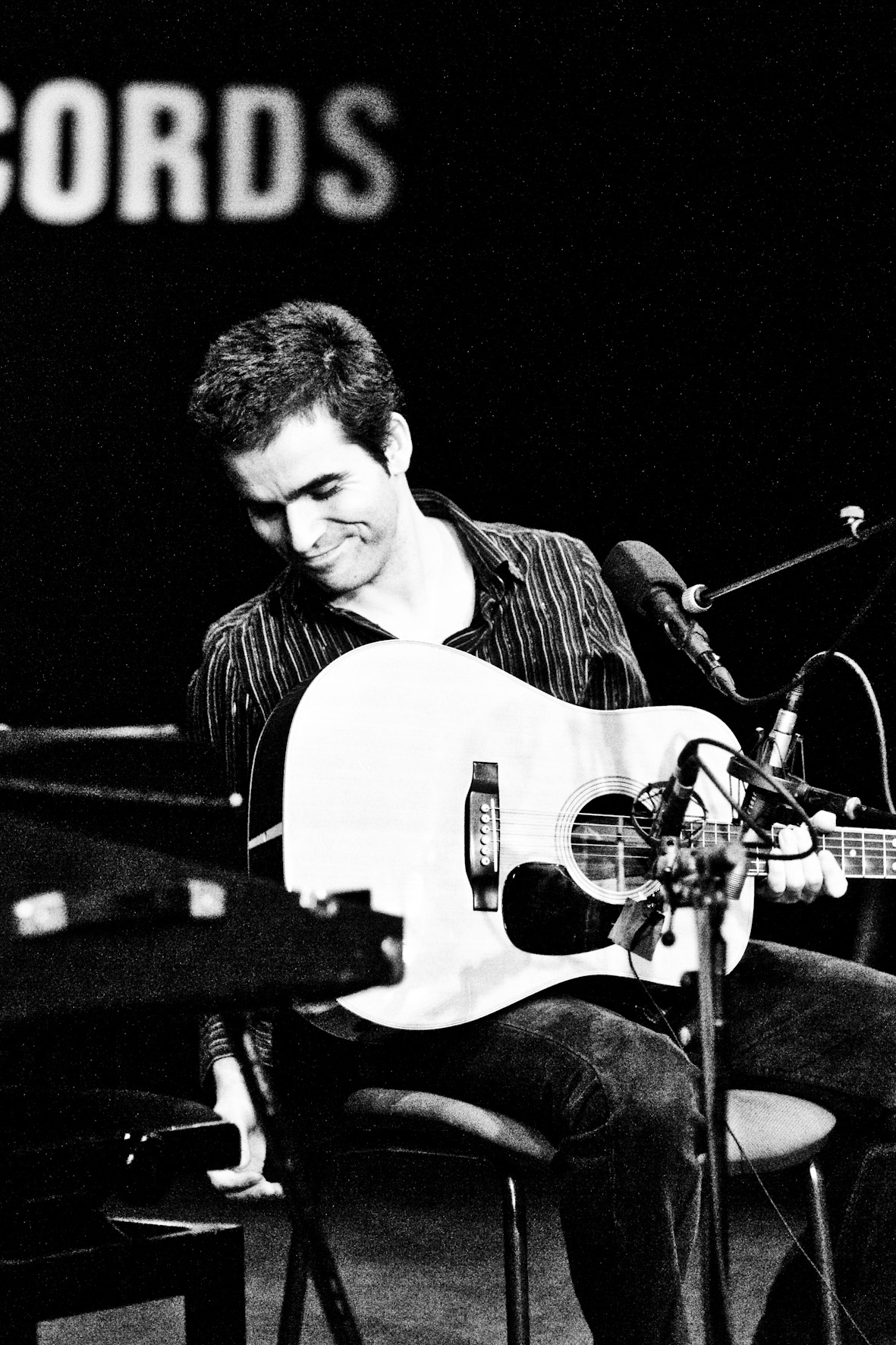
Robert Coyne

Robert Coyne (* 1969) ist ein britischer Alternative-Folk-Musiker und Singer-Songwriter. Er spielt Gitarre, Bass, Keyboard, Schlagzeug und singt.

## Werdegang
Robert Coyne ist der Sohn des 2004 verstorbenen Musikers, Malers und Autoren Kevin Coyne. Zunächst arbeitete er als Musiker unter anderem mit seinem Vater Kevin Coyne, mit Eric Burdon, The Barracudas, The Scientists, Amy Rigby, Spooky Tooth, Sky Saxon und Chris Wilson von den  Flamin’ Groovies, um nur einige zu nennen.
2007 kam sein erstes Soloalbum Death Is Not My Destiny heraus. Im Jahr darauf gründete er The Robert Coyne Outfit, um seine Musik auf der Bühne zu präsentieren.
2010 veröffentlichte Coyne das Album Woodland Conspiracy, auf dem er erstmals auch singt, begleitet nur von seiner Gitarre und zeitweise einem Fender Rhodes.
Mit Jaki Liebezeit, dem Schlagzeuger der Avantgarde-Band Can, nahm er insgesamt drei Alben auf: 2013 das Album The Obscure Department auf., 2014 Golden Arc und 2016 I Still Have This  Dream.

## Diskografie
- 2007: Death Is Not My Destiny
- 2010: Woodland Conspiracy
- 2013: The Obscure Department mit Jaki Liebezeit
- 2014: Golden Arc mit Jaki Liebezeit
- 2014: Memory Deluxe: I Knew Buffalo Bill 2  mit Jeremy Gluck
- 2016: I Still Have This Dream  mit Jaki Liebezeit
- 2016: Last Lion